# Anthony Coldeway
Anthony Coldeway (1. august 1887 – 29. januar 1963) var en amerikansk manuskriptforfatter, der havde en omfattende karriere far 1910 til 1954. Selvom han primært arbejdede med film, har han også skrevet til TV og har også været instruktør på en stumfilm fra 1917 ved navn Her Great Dilemma. Han blev født i Louisville, Kentucky.
I 1929 blev han nomineret til en Oscar for bedste filmatisering ved den første oscaruddeling for hans film Korsikanerens Magt.

## Ekstern Henvisning
- Anthony Coldeway på Internet Movie Database (engelsk)